# Коллинз, Сара
Сара Коллинз (англ. Sara Collins) — британская писательница и бывший юрист. В 2019 году она получила премию Costa Book Award за свой исторический роман «Признания Фрэнни Лэнгтон». 

## Юные годы и карьера юриста
Коллинз родилась в Кингстоне, Ямайка. Когда ей было четыре года, её семья переехала на Большой Кайман (Каймановы Острова), на родину её бабушки по отцовской линии, из-за политического конфликта после выборов на Ямайке 1976 года. В 11 лет она поступила в школу-интернат в Англии.
Коллинз продолжила обучение в Лондонской школе экономики, получив юридическое образование. Она проработала юристом 17 лет и в это время была соредактором журнала «International Trust Disputes». Она была партнёром и руководителем отдела доверительного управления и работы с частными клиентами в офисе Conyers Dill & Pearman на Каймановых Островах.

## Литературное творчество
В 2014—2016 годах Коллинз получила степень магистра по творческому письму в Институте непрерывного образования Кембриджского университета. Во время учёбы в Кембридже она была удостоена премии Майкла Холройда 2016 года за документальную литературу (или, как он её назвал, «развлекательное письмо») за свою работу «Стучаться в дверь Уолкотта», описанную как «форма литературной автобиографии».
«Признания Фрэнни Лэнгтон» представляют собой показания женщины, обвиняемой в убийстве, написанные для суда над ней в Олд-Бейли в Лондоне в 1826 году. Фрэнни Лэнгтон выросла в рабстве на ямайской сахарной плантации, где её рабовладелец использовал её для своих исследований, «отчаянно желая доказать, что африканцы не являются людьми». Она была «отдана» Джорджу Бенхэму и его жене-француженке в Лондоне, хотя по английским законам она была свободна, а «затем, при невыясненных обстоятельствах, Бенхэмы были убиты». Книга была опубликована в 2019 году издательством Viking Press, которое приобрело её незадолго до того, как девять других претендентов должны были подать заявку на покупку прав на неё. Рецензируя книгу в The Guardian, Наташа Пулли похвалила её и сказала: «Благодаря её историческим исследованиям, голосу Фрэнни и сюжету, который никогда не замедляется до размеренного темпа, роман выводит готику на новую территорию и возвращает её к истокам». Рецензент The Irish Times назвал роман «увлекательной историей с сильным феминистским подтекстом». Коллинз получила премию Costa Book Awards 2019 в номинации «Первый роман».
Коллинз вошла в шорт-лист премии Маккитерика 2020 года, присуждаемой Обществом авторов начинающему писателю старше 40 лет.
В 2020 году ITV объявила, что заказала Коллинз адаптацию «Признания Фрэнни Лэнгтон» для четырёхсерийного телесериала совместно с Drama Republic, показ которого начался в августе 2021 года и завершился в ноябре. Съёмки проходили по всему Йоркширу в таких местах, как парк Данкомб, ратуша Дьюсбери, Саут-Парейд, Уэйкфилд, Далтон-Миллс, Старый город Халла, Темпл-Ньюсам, студия Versa Leeds, особняк Йорка, парк Брэмхэм и дом Следмира.

## Личная жизнь
Коллинз делит своё время между Лондоном и Каймановыми Островами. В 2008 году она вышла замуж за шотландского адвоката Иэна Макмердо. Они оба были родителями-одиночками, когда встретились в своей юридической фирме: Макмердо — вдовец с тремя дочерьми, а Коллинз — разведённая женщина с двумя детьми.

## Избранные публикации
- Collins, Sara. The Confessions of Frannie Langton. — London : Viking, 2019-04-04. — ISBN 978-0241349199.
- International Trust Disputes. — Oxford : Oxford University Press, 2012. — ISBN 9780199594702.